# Gaston de Foix (Nemours)

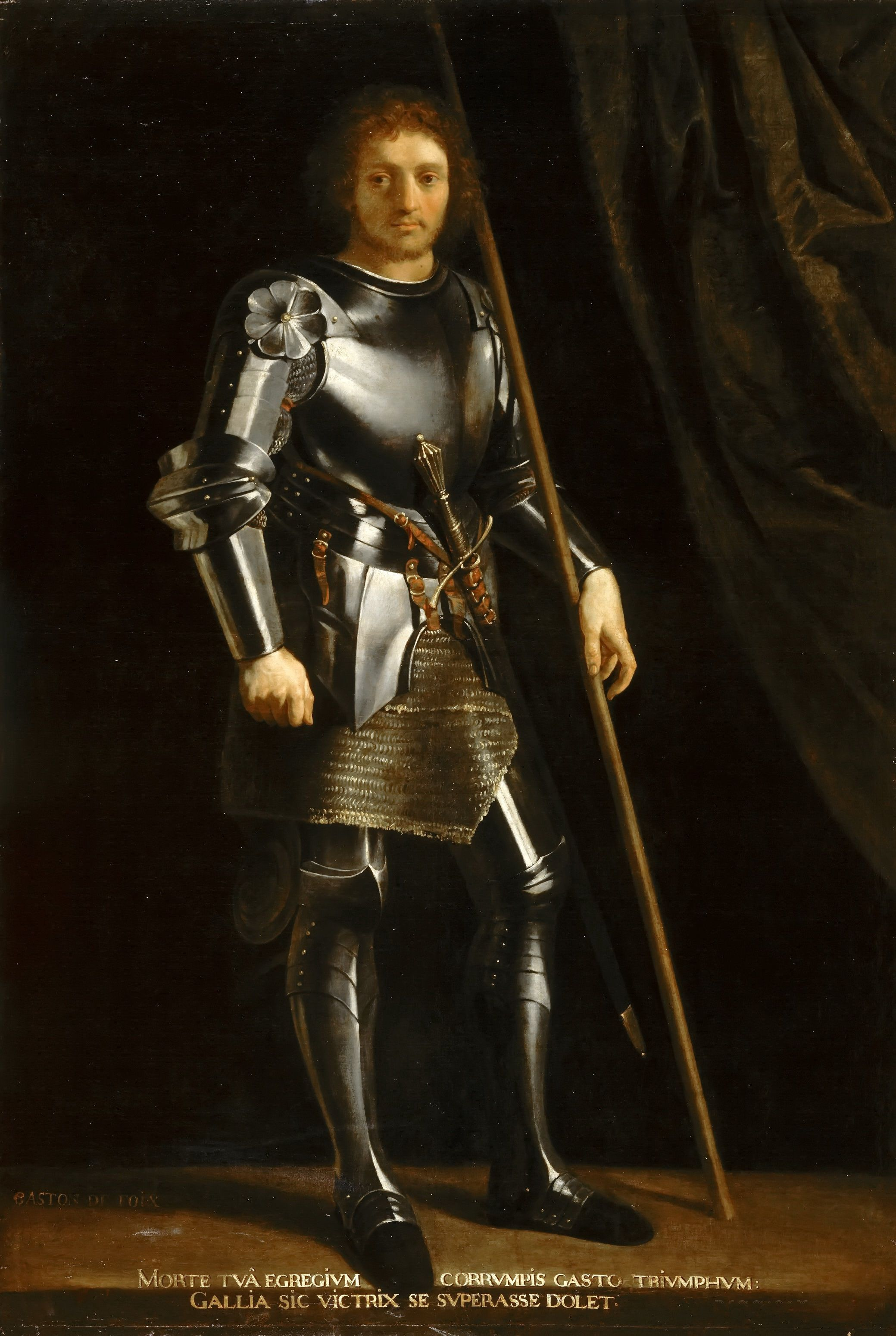
Gaston de Foix,
Herzog von Nemours

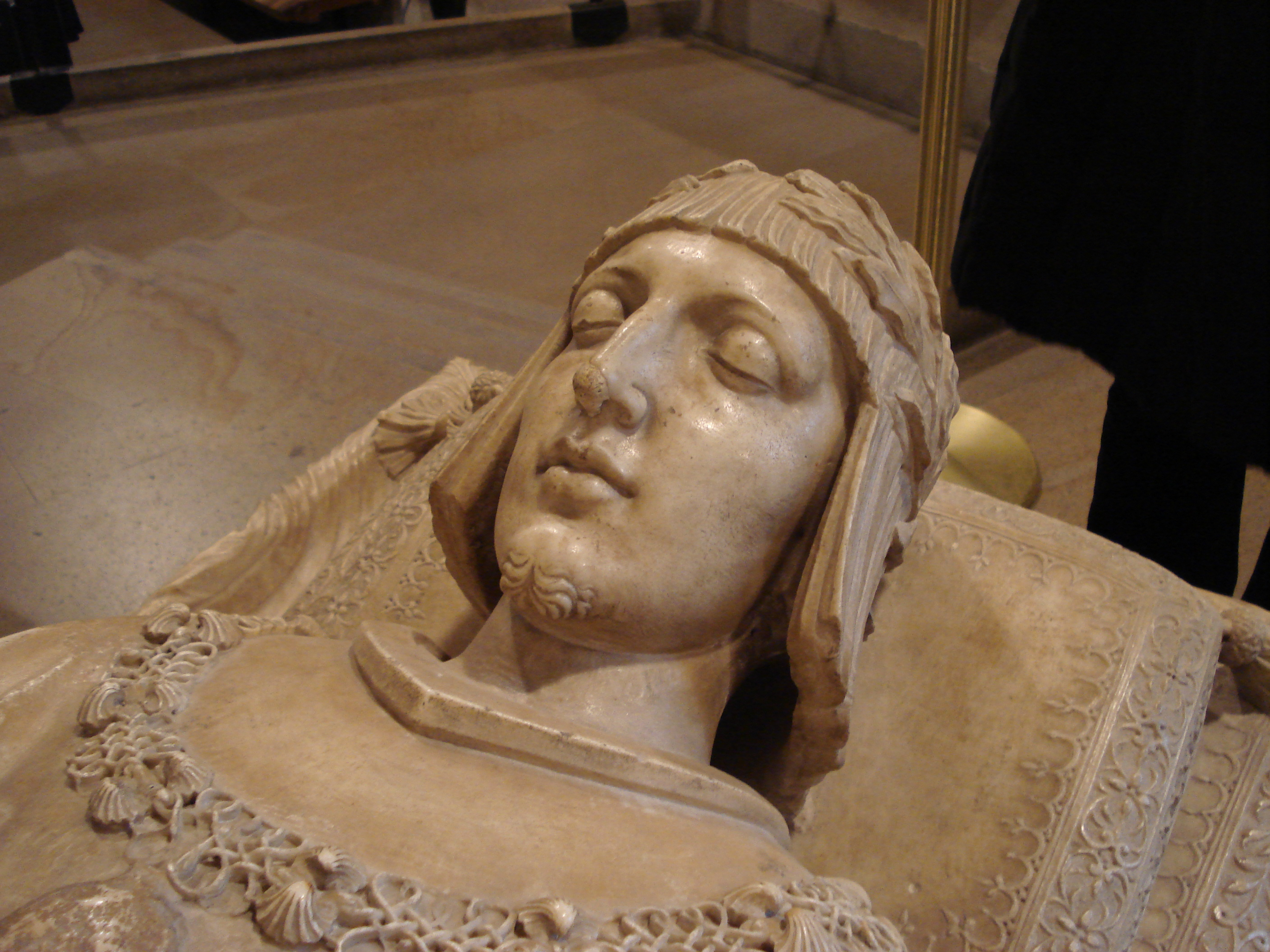
Grab von Gaston de Foix im Castello Sforzesco in Mailand

Gaston de Foix, Herzog von Nemours (* 10. Dezember 1489 in Mazères; † 11. April 1512 bei Ravenna) war ein französischer Militär zur Zeit der Italienischen Kriege. Er wurde bekannt für seinen erfolgreichen sechsmonatigen Feldzug 1511/1512 im Krieg der Liga von Cambrai.

## Leben
Er war der Sohn von Jean de Foix, Vizegraf von Narbonne aus dem Haus Grailly, und Marie d’Orléans. Seine Großeltern väterlicherseits waren Gaston IV., Graf von Foix und Eleonore, Königin von Navarra. Seine Großeltern mütterlicherseits waren Karl, Herzog von Orléans und Maria von Kleve. König Ludwig XII. war somit sein Onkel. Herzog von Nemours und Pair von Frankreich wurde er am 19. November 1507 (Ernennung) bzw. 14. Januar 1508 (Registrierung). Darüber hinaus war er Gouverneur der Dauphiné und Graf von Beaufort und Étampes.

## Gastons Feldzug

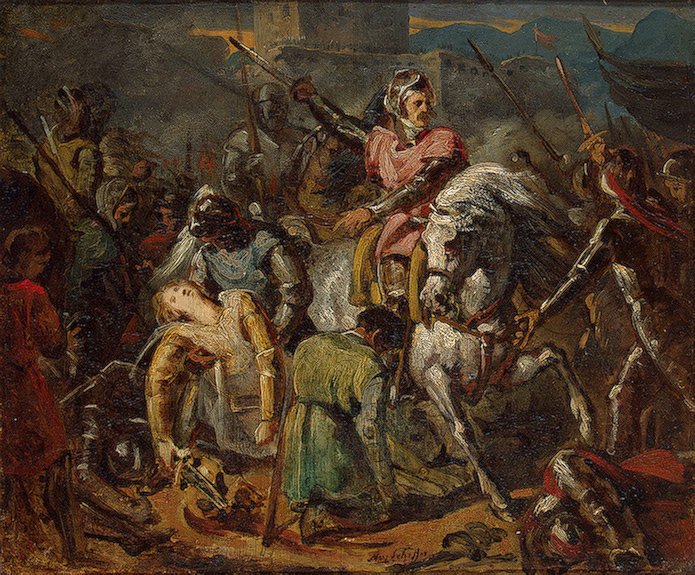
Tod von Gaston de Foix in der Schlacht von Ravenna (Gemälde von Ary Scheffer, 1824, Eremitage (Sankt Petersburg))

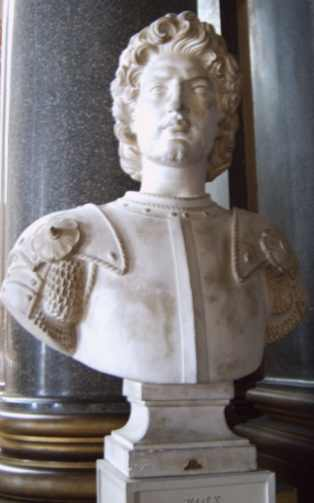
Büste in der Schlachtengalerie, Schloss Versailles

Im Jahr 1511, im Alter von 21 Jahren, kam Gaston als neuer militärischer Befehlshaber und Gouverneur von Mailand nach Italien. Durch seine Präsenz und seine Energie bekam der Konflikt eine neue Dynamik.
Die französischen Streitkräfte hatten Bologna am 13. Mai 1511 erobert, sahen sie aber nun von den vereinten spanisch-päpstlichen Truppen und Ramón de Cardona, dem spanischen Vizekönig von Neapel, belagert. Gaston führte seine Armee nach Bologna und zerschlug das Heer der Heiligen Liga. Anschließend wandte er sich nach Norden und schlug die Venezianer bei Brescia, das die Franzosen später, im Februar 1512 eroberten.
Bis zum März 1512 hatte Gaston die französische Kontrolle Norditaliens fest etabliert. Nun ließ er seine Truppen nach Süden marschieren, um Ravenna zu belagern und die Spanier zu einer Schlacht zu zwingen. Cardona führte die spanisch-päpstliche Armee vorsichtig an die französischen Linien heran, um eine bessere Verteidigungsposition zu erhalten. Gaston verfügte über 23.000 Soldaten, davon 8500 deutsche Landsknechte, und 54 Kanonen. Cardona hatte rund 16.000 Soldaten und 30 Kanonen unter seinem Kommando. Hinzu kam die Garnison von Ravenna mit rund 5000 Mann. Gaston übersandte Cardona eine formelle Einladung zur Schlacht, die dieser auch annahm.
Die entscheidende Schlacht bei Ravenna fand am 11. April 1512 statt. Die französischen Verluste beliefen sich am Ende des Tages auf 9000 Mann, während die Spanier fast die gesamte Armee verloren hatten. Folgenreicher als der Sieg war jedoch für die Franzosen, dass Gaston de Foix, der in den vergangenen Monaten ein unglaubliches militärisches Talent bewiesen hatte, bei einer von ihm geführten Kavallerieattacke erschossen wurde.
Sein Grabmal im Castello Sforzesco in Mailand wurde von dem Italiener Agostino Busti gestaltet.